# Нурли джамия
Нурли джамия (на македонска литературна норма: Нурли џамија) е мюсюлмански храм, намиращ се в кичевското село Пласница, Северна Македония.

## История
Джамията е разположена в южната част на селото. Издигната е в XIX век.